# Elecciones estatales de Campeche de 2015
Las elecciones estatales de Campeche de 2015 tuvieron lugar el domingo 7 de junio de 2015 y en ellas fueron renovados los siguientes cargos de elección popular:
- Gobernador de Campeche. Titular del Poder Ejecutivo del estado, electo para un periodo de seis años no reelegibles en ningún caso. El candidato electo fue Alejandro Moreno Cárdenas.
- 11 ayuntamientos. Compuestos por un presidente municipal, síndicos y regidores, electos para un periodo de tres años no reelegibles para el periodo inmediato.
- 35 diputados al Congreso del Estado. 21 electos por mayoría relativa en cada uno de los distritos electorales del estado y 14 designados por el principio de representación proporcional para integrar la LXII Legislatura.

## Elecciones internas de los partidos políticos

### Partido Acción Nacional
El 11 de enero de 2015 fue anunciada la postulación como candidato a gobernador por el PAN de Jorge Rosiñol Abreu, tras las previa declinación de las aspiraciones del senador Jorge Lavalle Maury.

### Partido Revolucionario Institucional
El 24 de enero de 2015 el Comité Ejecutivo Nacional anunció la candidatura de unidad del diputado federal Alejandro Moreno Cárdenas para contender por la Gubernatura del Estado de Campeche el 7 de junio de 2015.

## Resultados electorales

### Diputados locales
|  | 37.44 % |

|  | 30.69 % |

|  | 10.86 % |

|  | 5.36 % |

|  | 3.67 % |

|  | 2.68 % |

|  | 1.82 % |

|  | 1.58 % |

|  | 1.43 % |

|  | 1.07 % |

|  | 0.02 % |

|  | 3.34 % |

|  | 100 % |

### Ayuntamientos

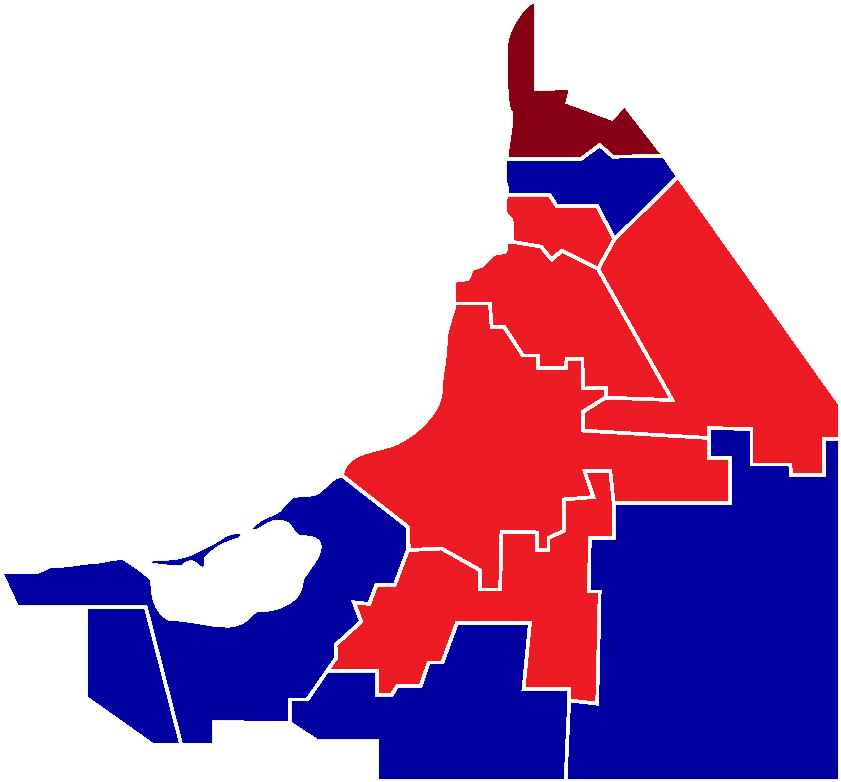
Mapa con los resultados en elecciones para Ayuntamientos para el estado de Campeche.
PAN
PRI-PVEM
MORENA

|  | 36.52 % |

|  | 34.70 % |

|  | 11.03 % |

|  | 3.54 % |

|  | 3.41 % |

|  | 2.92 % |

|  | 1.46 % |

|  | 1.27 % |

|  | 1.15 % |

|  | 0.89 % |

|  | 96.88 % |

|  | 3.12 % |

#### Campeche
|  | 39.34 % |

|  | 29.41 % |

|  | 10.51 % |

|  | 4.23 % |

|  | 4.20 % |

|  | 3.97 % |

|  | 1.84 % |

|  | 1.80 % |

|  | 1.31 % |

|  | 96.59 % |

|  | 3.41 % |

#### Calkiní
|  | 39.10 % |

|  | 34.38 % |

|  | 15.14 % |

|  | 4.43 % |

|  | 1.06 % |

|  | 0.94 % |

|  | 0.87 % |

|  | 0.65 % |

|  | 0.14 % |

|  | 96.71 % |

|  | 3.29 % |

#### Carmen
|  | 44.75 % |

|  | 33.46 % |

|  | 10.90 % |

|  | 2.93 % |

|  | 1.32 % |

|  | 0.98 % |

|  | 0.87 % |

|  | 0.83 % |

|  | 0.83 % |

|  | 96.87 % |

|  | 3.13 % |

#### Champotón
|  | 44.53 % |

|  | 21.49 % |

|  | 13.62 % |

|  | 8.12 % |

|  | 2.84 % |

|  | 2.61 % |

|  | 1.61 % |

|  | 0.86 % |

|  | 0.51 % |

|  | 96.18 % |

|  | 3.82 % |

#### Hecelchakán
|  | 41.20 % |

|  | 26.11 % |

|  | 23.23 % |

|  | 2.48 % |

|  | 2.37 % |

|  | 1.40 % |

|  | 0.29 % |

|  | 0.28 % |

|  | 0.11 % |

|  | 97.46 % |

|  | 2.54 % |

#### Hopelchén
|  | 46.96 % |

|  | 42.99 % |

|  | 2.40 % |

|  | 2.26 % |

|  | 1.23 % |

|  | 0.85 % |

|  | 0.57 % |

|  | 0.54 % |

|  | 0.12 % |

|  | 97.93 % |

|  | 2.07 % |

#### Ayuntamiento de Palizada
|  | 56.57 % |

|  | 41.12 % |

|  | 0.61 % |

|  | 0.18 % |

|  | 0.07 % |

|  | 0.00 % |

|  | 98.55 % |

|  | 1.45 % |

#### Tenabo
|  | 49.92 % |

|  | 44.88 % |

|  | 1.73 % |

|  | 1.30 % |

|  | 0.36 % |

|  | 0.29 % |

|  | 0.22 % |

|  | 98.75 % |

|  | 1.25 % |

#### Escárcega
|  | 42.30 % |

|  | 37.37 % |

|  | 5.96 % |

|  | 4.65 % |

|  | 2.92 % |

|  | 1.49 % |

|  | 0.95 % |

|  | 0.47 % |

|  | 0.44 % |

|  | 96.56 % |

|  | 3.44 % |

#### Candelaria
|  | 62.00 % |

|  | 32.57 % |

|  | 1.08 % |

|  | 0.70 % |

|  | 0.51 % |

|  | 0.38 % |

|  | 0.38 % |

|  | 0.11 % |

|  | 0.11 % |

|  | 97.83 % |

|  | 2.17 % |

#### Calakmul
|  | 44.78 % |

|  | 44.35 % |

|  | 2.39 % |

|  | 1.95 % |

|  | 1.63 % |

|  | 0.90 % |

|  | 0.69 % |

|  | 0.44 % |

|  | 0.07 % |

|  | 97.20 % |

|  | 2.80 % |

### Juntas municipales
| Partido/Alianza                                     | Partido/Alianza                      | Juntas |
| --------------------------------------------------- | ------------------------------------ | ------ |
|                                                     | Partido Acción Nacional              | 5      |
|                                                     | PRI y PVEM                           | 13     |
|                                                     | Partido de la Revolución Democrática | 0      |
|                                                     | Partido del Trabajo                  | 0      |
|                                                     | Movimiento Ciudadano                 | 0      |
|                                                     | Nueva Alianza                        | 0      |
|                                                     | Movimiento Regeneración Nacional     | 1      |
|                                                     | Partido Humanista                    | 0      |
|                                                     | Partido Encuentro Social             | 1      |
| Total                                               | Total                                | 20     |
| Fuente: Instituto Electoral del Estado de Campeche. |                                      |        |